# Ontario Hockey League
Az Ontario Hockey League egy a három Major "A" Tier I juniorliga közül akik a Canadian Hockey League alá tartoznak. Ez a liga a 16-20 éveseknek számára van.
1980-ban nevezték át Ontario Hockey League-nek Ontario Major Junior Hockey League-ből. 1974-ig Ontario Hockey Associationnek hívták az OMJHL-es korszak előtt.
David Branch az első és egyetlen komisszárja az OHL-nek. 1980 óta gyorsabban fejlődik a liga, jobban eladható a sok rádióban és televízióban sugárzott mérkőzés miatt.
Jelenleg 20 csapat tagja az OHL-nek; 17 Ontario-ban, 2 csapat Michiganben és 1 Pennsylvania-ban. A ligát gyakran azonosítják "O" ként.

## Története
Az Ontario Hockey League - Ontario Hockey Association néven kezdődött 1896-ban. 

### A liga vezetői
| Év        | Név             |
| --------- | --------------- |
| 1974–1978 | Tubby Schmalz   |
| 1978–1979 | Bill Beagan     |
| 1979–1979 | Sherwood Bassin |
| 1979–2024 | David Branch    |
| 2024–     | Bryan Crawford  |

## Résztvevők

### Jelenlegi csapatok

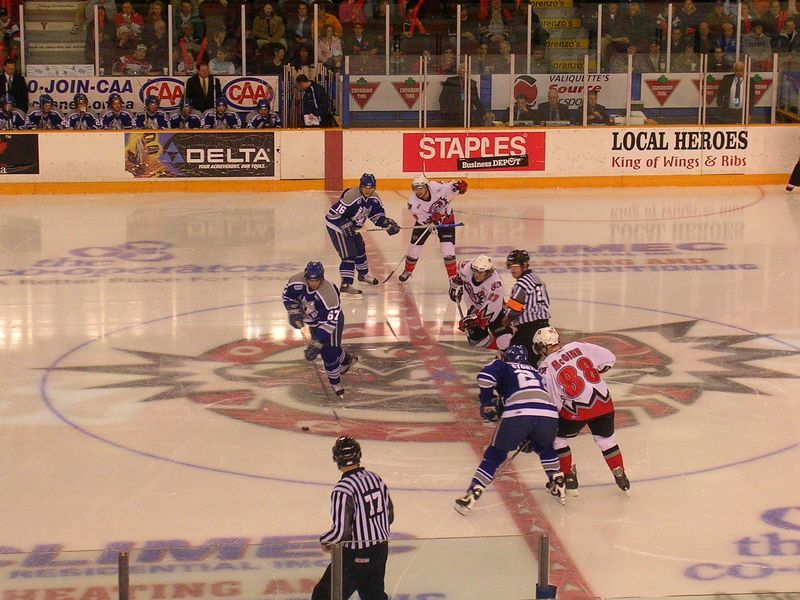
Ottawa

| Ontario Hockey League       |                                   |                                        |
| Keleti főcsoport            |                                   |                                        |
| Keleti Divízió              |                                   |                                        |
| Csapat                      | Város                             | Stadion                                |
| Brantford Bulldogs          | Brantford, Ontario, Kanada        | Brantford Civic Centre                 |
| Kingston Frontenacs         | Kingston, Ontario, Kanada         | Leon's Centre                          |
| Oshawa Generals             | Oshawa, Ontario, Kanada           | Tribute Communities Centre             |
| Ottawa 67’s                 | Ottawa, Ontario, Kanada           | TD Place Arena                         |
| Peterborough Petes          | Peterborough, Ontario, Kanada     | Peterborough Memorial Centre           |
| Középső Divízió             |                                   |                                        |
| Barrie Colts                | Barrie, Ontario, Kanada           | Sadlon Arena                           |
| Mississauga Steelheads      | Mississauga, Ontario, Kanada      | Paramount Fine Foods Centre            |
| Niagara IceDogs             | St. Catharines, Ontario, Kanada   | Meridian Centre                        |
| North Bay Battalion         | North Bay, Ontario, Kanada        | North Bay Memorial Gardens             |
| Sudbury Wolves              | Sudbury, Ontario, Kanada          | Sudbury Community Arena                |
| Nyugati főcsoport           |                                   |                                        |
| Középnyugati Divízió        |                                   |                                        |
| Csapat                      | Város                             | Stadion                                |
| Erie Otters                 | Erie, Pennsylvania, USA           | Erie Insurance Arena                   |
| Guelph Storm                | Guelph, Ontario, Kanada           | Sleeman Centre                         |
| Kitchener Rangers           | Kitchener, Ontario, Kanada        | Kitchener Memorial Auditorium Complex  |
| London Knights              | London, Ontario, Kanada           | Budweiser Gardens                      |
| Owen Sound Attack           | Owen Sound, Ontario, Kanada       | Harry Lumley Bayshore Community Centre |
| Nyugati Divízió             |                                   |                                        |
| Flint Firebirds             | Flint, Michigan, USA              | Dort Federal Credit Union Event Center |
| Saginaw Spirit              | Saginaw, Michigan, USA            | Dow Event Center                       |
| Sarnia Sting                | Sarnia, Ontario, Kanada           | Progressive Auto Sales Arena           |
| Sault Ste. Marie Greyhounds | Sault Ste. Marie, Ontario, Kanada | GFL Memorial Gardens                   |
| Windsor Spitfires           | Windsor, Ontario, Kanada          | WFCU Centre                            |

## Menetrend
A 20 OHL csapat 68 mérkőzést játszik (nem mindenkivel ugyanannyiszor). Szeptember harmadik hetében kezdődik és március harmadik hetéig tart. A meccsek kilencven százaléka csütörtök és vasárnap között van, így kevesebb napot kell kihagyniuk a játékosoknak az iskolából. A játékosok kilencvenöt százaléka középiskolába vagy kollégiumba jár.
Megközelítőleg az NHL-es játékosok 20%-a érkezik az OHL-ből, a többi 54% pedig a Canadian Hockey League-ből.

### OHL rájátszás és a Memorial-kupa
A J. Ross Robertson-kupát az Ontario Hockey League végső bajnoka kapja. A kupa John Ross Robertson-ról kapta a nevét, aki az Ontario Hockey Association elnöke volt 1901 és 1905 között.
Az OHL rájátszásába a legjobb 16 csapat jut be, nyolc konferenciánként. A megszokott rájátszásmenetrend érvényesül itt is (hét meccses szériák), a győztesek pedig a következő körbe lépnek. Az utolsó két csapat pedig játszhat a J. Ross Robertson-kupáért.
Az OHL bajnoka a Western Hockey League bajnokával, a Québec Major Junior Hockey League bajnokával, és a Memorial-kupa rendező csapatával játszik Kanada junior bajnoki címéért. A rendező csapat mindig a három liga valamelyikéből kerül ki.

## Memorial-kupa győztesek
Amióta (1972) 3-ligás rendszer van, összesen 16-szor nyerte meg a Memorial-kupát OHL/OHA-s csapat, ami 10 csapatot jelent:
| - 2024: Saginaw Spirit - 2017: Windsor Spitfires - 2016: London Knights - 2015: Oshawa Generals - 2010: Windsor Spitfires - 2009: Windsor Spitfires - 2005: London Knights - 2003: Kitchener Rangers - 1999: Ottawa 67’s | - 1993: Sault Ste. Marie Greyhounds - 1990: Oshawa Generals - 1986: Guelph Platers - 1984: Ottawa 67’s - 1982: Kitchener Rangers - 1979: Peterborough Petes - 1976: Hamilton Fincups - 1975: Toronto Marlboros - 1973: Toronto Marlboros |

1945 és 1971 között 16 OHA-s csapat nyerte meg a Memorial-kupát:
| - 1970: Montréal Junior Canadiens - 1969: Montréal Junior Canadiens - 1968: Niagara Falls Flyers - 1967: Toronto Marlboros - 1965: Niagara Falls Flyers - 1964: Toronto Marlboros - 1962: Hamilton Red Wings - 1961: Toronto St. Michael’s Majors | - 1960: St. Catharines Tee Pees - 1956: Toronto Marlboros - 1955: Toronto Marlboros - 1954: St. Catharines Tee Pees - 1953: Barrie Flyers - 1952: Guelph Biltmore Mad Hatters - 1951: Barrie Flyers - 1947: Toronto St. Michael’s Majors |

## Priority Selection
A Priority Selection először az 1974-75-ös szezont megelőző nyáron volt. Azóta folyamatosan megrendezik. Ez 16 és 17 éves játékosok játékjogának a lefoglalása, akik Ontarióban, vagy az USA államaiban (elsősorban Michigan-ben és Pennsylvania-ban) élnek.
A Priority Selection-t egy közösségi házban rendezik. 2003 óta az interneten is követhető. Itt mutatják be a nagy tehetségeket.
A Jack Ferguson-díjat az elsőszámú kiválasztott (first pick) kapja. A díjat arról a Jack Fergusonról nevezték el, aki hosszú időn át volt az OHL Scout-ja és korábbi vezetője a Central Scouting-nak.

## OHL-rekordok
Egyéni rekordok
- Legtöbb gól egy szezonban: 87, Ernie Godden, 1980–1981
- Legtöbb gólpassz egy szezonban: 123, Bobby Smith, 1977–1978
- Legtöbb pont egy szezonban: 192, Bobby Smith, 1977–1978
- Legtöbb kiállításperc egy szezonban: 384, Mike Moher, 1981–1982
- Legtöbb pont egy szezonban, újoncként: 182, Wayne Gretzky, 1977–1978
- Legtöbb pont egy szezonban, hátvédként: 155, Bryan Fogarty, 1988–1989

Csapat rekordok
- Legtöbb győzelem egy szezonban: 59, London Knights, 2004–2005
- Legtöbb pont egy szezonban: 120, London Knights, 2004–2005
- Legtöbb gól egy szezonban: 469, Toronto Marlboros, 1974–1975
- Legkevesebb kapott gól egy szezonban: 125, London Knights, 2004–2005

## Trófeák és díjak
Csapat trófeák
- J. Ross Robertson-kupa – OHL (Playoff/rájátszás) bajnok
- Bobby Orr-trófea – Keleti főcsoport (Playoff/rájátszás) győztese
- Wayne Gretzky-trófea – Nyugati főcsoport (Playoff/rájátszás) győztese
- Hamilton Spectator-trófea – Alapszakasz győztese
- Leyden-trófea – Keleti divízió győztese
- Emms-trófea – Középső divízió győztese
- Holody-trófea – Középnyugati divízió győztese
- Bumbacco-trófea – Nyugati divízió győztese

Vezetői trófeák
- Matt Leyden-trófea – OHL Év edzője
- OHL Executive of the Year – OHL Év vezetője
- Bill Long-díj – OHL Életműdíj

Játékos trófeák
- Red Tilson-trófea – Legjobb játékos
- Eddie Powers-emlékkupa – Pontkirály
- Jim Mahon-emlékkupa – Legponterősebb jobbszélső
- Max Kaminsky-trófea – Legjobb hátvéd
- OHL Goaltender of the Year – Legjobb kapus
- Jack Ferguson-díj – Első választott a Priority Selection-on
- Dave Pinkney-trófea – Legkevesebb gólt kapó csapat kapusa(i)
- Emms Family-díj – Év újonca
- F. W. „Dinty” Moore-trófea – Legkisebb meccsenkénti kapott gólátlagú újonckapus
- Dan Snyder-emlékkupa – Humanitárius díj
- William Hanley-trófea – Legsportszerűbb játékos
- Leo Lalonde-emlékkupa – Az év túlkoros játékosa
- Bobby Smith-trófea – Az év tanulmányi/iskolai játékosa
- Roger Neilson-emlékdíj – Legjobb főiskolai/egyetemista játékos
- Ivan Tennant-emlékdíj – Legjobb középiskolai játékos
- Wayne Gretzky 99 Award – Playoff/rájátszás MVP

## Nézettség
| Szezon  | Átlagos nézőszám |
| ------- | ---------------- |
| 2021-22 | 2943             |
| 2022-23 | 3961             |
| 2023-24 | 4066             |
| 2024-25 | 4185             |